# Епифанов, Дмитрий Александрович
Дмитрий Александрович Епифанов (род. 28 июня 1979) — российский рэндзист, четырёхкратный чемпион России (2013, 2014, 2021, 2024), чемпион Европы (2016). Является вице-президентом RIF.

## Биография
Начал играть в крестики-нолики в 1995 году, в рэндзю в 2001 году, первое участие в турнире в 2001 году (открытое первенство Москвы-2001). В 2007 выиграл заочный чемпионат мира по рэндзю. В 2013 году завоевал звание чемпиона России, на чемпионате мира 2013 года стал седьмым.
Шесть раз принимал участие в командных чемпионатах мира, четырежды в составе сборной России (2010, 2012, 2014, 2016, причём в 2012, 2014 и 2016 в роли капитана сборной), дважды в составе второй сборной (2002, 2008), лучший результат — 3 место (2016). В октябре 2016 года выиграл чемпионат Европы. С 2021 по 2022 год преподавал физику в школе ГБОУ №179[значимость факта?].